# Estrela de préons
Uma estrela de préons é uma estrela compacta hipotética, feita de préons, um grupo de partículas subatômicas que teoricamente poderiam compor os quarks e léptons.
Estrelas de préons teriam altíssimas densidades, excedendo 1020 g/cm³ — intermediárias entre estrelas de nêutrons e buracos negros. Uma estrela de préon teria uma massa comparável com a massa da Terra contida em um volume esférico com cerca de cinco metros de diâmetro.
Tais objetos poderiam ser detectados, a princípio, por meio de lentes gravitacionais de raios gamma. A existência de estrelas de préons potencialmente explicaria a discrepância entre as observações e os cálculos cinemáticos sobre a massa das galáxias que levaram à hipótese da matéria escura.
Estrelas de préons seriam originadas a partir de explosões de supernovas ou a partir do big bang, apesar de parecer difícil explicar como objetos tão compactos poderiam ser formados desta forma.